# آرثر ودال
آرثر ودال (بالإنجليزية: Arthur Woodall)‏ هو لاعب كرة قدم بريطاني، ولد في 4 يونيو 1930 في ستوك أون ترينت في المملكة المتحدة، وتوفي في 1975. لعب مع ستوك سيتي ونادي ألترينتشام.